# Retour à Cold Mountain
Pour plus de détails, voir Fiche technique et Distribution.
Retour à Cold Mountain (Cold Mountain) est un film italo-roumano-britannico-américain réalisé par Anthony Minghella, sorti en 2003.
Le film est tiré du livre du même titre écrit par Charles Frazier en 1997. Situé pendant la guerre de Sécession, il relate l'histoire d'Ada qui s'installe dans une ferme avec son père, et d'Inman, un simple ouvrier qui s'engage sous les drapeaux aux côtés des Confédérés. La veille du départ pour le front d'Inman, les deux jeunes gens tombent passionnément amoureux.

## Synopsis
Lorsque la Caroline du Nord fait sécession le 20 mai 1861, les jeunes hommes de la petite ville de Cold Mountain se pressent de s'enrôler dans l'armée confédérée. Parmi eux se trouve W.P. Inman (Jude Law), un charpentier qui est tombé amoureux d'Ada (Nicole Kidman), une fille de pasteur. Leur idylle naissante est brusquement interrompue par la guerre de Sécession.
Trois ans plus tard, Inman se trouve dans les tranchées de Petersburg, en Virginie, au cours de la Bataille du Cratère. Les soldats de l'Union creusent un tunnel sous les fortifications confédérées et font exploser plus de 300 barils de poudre à canon afin d'affaiblir la position ennemie avant l'assaut. Alors que l'attaque commence, Oakley (Lucas Black), une connaissance d'Inman qui vient aussi de Cold Mountain, est empalé par une baïonnette. Inman l'évacue dans un hôpital de campagne. Plus tard ce même jour, Oakley meurt à l'hôpital, veillé par Inman et Stobrod Thewes (Brendan Gleeson).
La nuit suivante, Inman et son ami Cherokee Swimmer (Jay Tavare) ont pour ordre de débusquer les soldats de l'Union survivants piégés derrière leurs lignes. Pendant le raid, une rafale de tirs amis tue Swimmer et blesse gravement Inman. Il est envoyé dans un hôpital où il reçoit une lettre d'Ada dans laquelle elle le supplie de cesser le combat et de revenir à elle. Inman guérit et, comme la défaite des Confédérés semble de plus en plus inéluctable, il décide de déserter et de rentrer à Cold Mountain.
Lors de sa fuite, il rencontre le révérend Veasey (Philip Seymour Hoffman), qui est sur le point de noyer sa jeune esclave qu'il a mise enceinte. Inman arrête Veasey et l'abandonne ligoté pour qu'il soit jugé par la justice de sa ville. Exilé de sa paroisse, Veasey rejoint plus tard Inman dans sa fuite. Ils aident un jeune homme nommé Junior (Giovanni Ribisi) à découper une vache et celui-ci les invite alors à dîner chez lui avec sa famille. Après le repas fortement alcoolisé, Junior sort de chez lui pour relever ses pièges et laisse les deux hommes en compagnie des femmes de sa maison. Elles séduisent Veasey et tentent de débaucher Inman. Mais ce n'est qu'une manœuvre et Junior revient chez lui avec des soldats confédérés : Inman et Veasey sont tous deux arrêtés et emmenés avec d'autres déserteurs. Par la suite, au cours d'une escarmouche avec la cavalerie de l'Union, Veasey est tué et Inman laissé pour mort. Une vieille femme vivant en ermite dans les bois (Eileen Atkins) le secourt et le soigne.
Inman rencontre plus tard une jeune veuve, Sara (Natalie Portman), qui élève seule son bébé, Ethan, et l'invite à passer la nuit dans sa cabane. Le lendemain matin, des éclaireurs de l'Union arrivent et demandent de la nourriture. Sara enjoint à Inman de s'enfuir, mais il se cache à quelques pas de la maison. Le chef, Nym (Richard Brake), et son lieutenant agressent Sara et laissent son bébé dehors dans le froid, mais le troisième soldat (Cillian Murphy) couvre le bébé. Alors que Nym tente de violer Sara, Inman le tue ainsi que son lieutenant et oblige le jeune soldat à se déshabiller et à s'enfuir, mais Sara, furieuse, l'abat.
Pendant ce temps, Ada, jeune fille de la ville fraîchement installée à la campagne avec son père pasteur, connaît également bien des vicissitudes. À peine la guerre a-t-elle commencé que le révérend meurt, laissant sa fille sans ressources et incapable d'exploiter une ferme. Elle survit grâce à la générosité de ses voisins et, tous les hommes valides étant partis à la guerre, la fille de l'un d'entre eux, Ruby Thewes (Renée Zellweger), s'installe avec Ada. Habituée aux travaux agricoles, Ruby remet la ferme en état de marche pendant qu'Ada écrit à Inman pour lui demander de venir la retrouver. Les deux jeunes femmes deviennent amies et se lient avec les Swanger qui vivent à proximité ; c'est en regardant dans leur puits qu'Ada a la vision d'Inman rentrant à Cold Mountain, dans la neige, cerné par des corbeaux.
La section locale de la Milice d'État est menée par le brutal Teague qui convoite Ada et dont l'ardeur à pourchasser les déserteurs est décuplée par son avidité à récupérer leurs terres. Ils abattent Mr Swanger et torturent sa femme afin de forcer leurs deux fils à sortir de leur cachette. Quand ceux-ci se montrent pour secourir leur mère, ils les tuent. Stobrod Thewes, le père de Ruby, arrive à Cold Mountain après avoir déserté. Il est accompagné de Pangle, un joueur de banjo simplet, et de Georgia qui joue de la mandoline et plaît beaucoup à Ruby. Les trois hommes sont découverts par Teague auquel Pangle révèle involontairement qu'ils sont déserteurs. Les miliciens le tuent et laissent Stobrod pour mort tandis que Georgia s'enfuit et rejoint Ada et Ruby qui partent sur le lieu de l'exécution et retrouvent Stobrod qu'elles réussissent à sauver. Tous décident de quitter la ferme pour se réfugier dans la forêt où ils s'abritent dans des cabanes.
De son côté, Inman, épuisé et affamé, est arrivé à Cold Mountain, où Ada ne le reconnaît pas et manque de le tuer. Les amoureux, enfin réunis, passent la nuit ensemble mais le petit groupe est rapidement découvert par Teague et sa bande. Au cours de l'embuscade qui s'ensuit, Inman tue tous les assaillants sauf Bosie qui se retranche dans la montagne. Lors de l'affrontement final, les deux hommes se blessent mutuellement à mort. Ada retrouve Inman dans la neige, encerclé par les corbeaux, comme elle l'avait vu dans sa vision. Il meurt dans ses bras.
Quelques années plus tard, Ada et Ruby célèbrent Pâques. Ruby est mariée avec Georgia avec lequel elle a deux enfants. Ada a également une fille, Grace, fruit de son unique nuit d'amour avec Inman.

## Fiche technique
- Titre : Retour à Cold Moutain
- Titre original : Cold Mountain
- Réalisateur : Anthony Minghella
- Scénario : Anthony Minghella
- Photographie : John Seale
- Musique : Gabriel Yared
- Producteurs : Albert Berger, William Horberg, Sydney Pollack et Ron Yerxa
- Sociétés de production : Miramax Films, Mirage Enterprises, Bona Fide Productions, Blossom Films, Castel Film Romania et Cattleya Films
- Sociétés de distribution : Miramax Films (États-Unis), Buena Vista International (Royaume-Uni) et TFM Distribution (France)
- Pays de production :  États-Unis |  Royaume-Uni |  Italie |  Roumanie
- Budget : 83 000 000 $
- Tournage : Du 15 juillet 2002 au 22 novembre 2002 en Caroline du Nord, en Virginie et en Roumanie
- Langue : Anglais
- Format : Couleurs - 2,35:1
- Genre : Film dramatique, Film d'aventure, Film historique (guerre de sécession) et Film de guerre (guerre de sécession)
- Durée : 148 minutes
- Dates de sortie :
  - 25 décembre 2003 (États-Unis)
  - 18 février 2004 (France)

## Distribution
- Nicole Kidman (V. F. : Danièle Douet ; V. Q. : Anne Bédard) : Ada Monroe
- Jude Law (V. F. : Dimitri Rataud ; V. Q. : Martin Watier) : Inman
- Renée Zellweger (V. F. : Odile Cohen ; V. Q. : Julie Burroughs) : Ruby Thewes
- Eileen Atkins : Maddy
- Brendan Gleeson (V. F. : Bernard-Pierre Donnadieu ; V. Q. : François L'Écuyer) : Stobrod Thewes
- Philip Seymour Hoffman (V. F. : Loïc Houdré ; V. Q. : Denis Mercier) : Veasey
- Natalie Portman (V. F. : Marie Donnio ; V. Q. : Marika Lhoumeau) : Sara
- Giovanni Ribisi : Junior
- Donald Sutherland (V. F. : Georges Claisse ; V. Q. : Daniel Roussel) : le révérend Monroe
- Ray Winstone (V. F. : Jean-Claude Leguay ; V. Q. : Jean-Marie Moncelet) : Teague
- Kathy Baker (V. F. : Françoise Vallon ; V. Q. : Claudine Chatel) : Sally Swanger
- James Gammon (V. Q. : Vincent Davy) : Esco Swanger
- Charlie Hunnam (V. Q. : Jacques Lussier) : Bosie
- Jack White (V. F. : Axel Kiener) : Georgia
- Ethan Suplee : Pangle
- Jena Malone : la fille sur le ferry
- Melora Walters : Lila
- Lucas Black : Oakley
- James Rebhorn : le médecin
- Emily Deschanel : Mme Mona Morgan
- Robin Mullins : Mme. Castlereagh
- Ben Allison : Rourke
- Jay Tavare (V. F. : Emmanuel Gradi) : Swimmer
- Cillian Murphy : Bardolph
- Taryn Manning : Shyla

Source et légende : Version française (V. F.) sur le site d’AlterEgo (la société de doublage)

## Distinctions
- Oscars 2004
  - Oscar de la meilleure actrice dans un second rôle à Renée Zellweger
  - 6 nominations
- Golden Globes 2004
  - Prix du meilleur second rôle féminin à Renée Zellweger
  - 8 nominations